# أنا جورجينا
أنا جورجينا (بالإسبانية: Soy Georgina) هو مسلسل واقع إسباني يركز على الحياة الشخصية لجورجينا رودريغيز، المؤثرة وسيدة الأعمال الأرجنتينية وشريكة لاعب كرة القدم البرتغالي كريستيانو رونالدو. عُرض المسلسل لأول مرة في 27 يناير 2022 على منصة الرقمي نتفليكس. وبدأ الموسم الثاني في مارس 2023.
يركز المسلسل بشكل أساسي على جورجينا، وكريستيانو، وأطفالهما كريستيانو جونيور، وإيفا، وماتيو، وألانا، وبيلا إزميرالدا. كما يقدم أقرب أفراد العائلة.

## الشخصيات الرئيسية
- جورجينا رودريغيز
- كريستيانو رونالدو
- إيفانا رودريغيز

## وصلات خارجية
- أنا جورجينا على موقع IMDb (الإنجليزية)
- أنا جورجينا على موقع روتن توميتوز (الإنجليزية)
- أنا جورجينا على موقع نتفليكس (الإنجليزية)
- أنا جورجينا على موقع كينوبويسك (الروسية)
- أنا جورجينا على موقع قاعدة بيانات الفيلم (الإنجليزية)